# NEAT1
NEAT1(Nuclear Enriched Abundant Transcript 1)은 ~3.2kb의 새로운 핵의 긴 사슬 비번역 RNA(RIKEN cDNA 2310043N10Rik)이다. VINC(Virus Inducible NonCoding RNA) 또는 MEN 엡실론 RNA라고도 한다. 이는 다발성 내분비 종양 유전자좌에서 전사된다.
NEAT1의 발현은 일본 뇌염 바이러스 및 광견병 바이러스에 감염되는 동안 쥐의 뇌에서 유도된다. NEAT1은 다수의 비뉴런 조직 및 세포주에서 구성적으로 발현된다.
NEAT1은 파라스페클스(paraspeckles)라고 불리는 특정 핵 구조에 국한된다. NEAT1 RNA는 P54nrb 또는 NONO로 알려진 파라반점 단백질과 상호작용하며 파라반점 형성에 필수적이다. 일부 연구에서는 NEAT1 RNA가 파라반점의 형성과 유지에 필수적이라는 것을 보여준다. 따라서 이 새로운 비암호화 RNA는 핵 파라반점에서 중요한 구조적 역할을 하는 것으로 보인다. NEAT1, NEAT1_1 및 NEAT1_2의 두 가지 이소폼이 있으며 이는 대체 3'말단 처리에 의해 규제된다. Neat1이 결여된 돌연변이 쥐는 명백한 외부 이상을 나타내지 않지만, 암컷 쥐는 생식력 감소와 수유 결함을 나타낸다.

## 같이 보기
- 긴 사슬 비번역 RNA